# Sävenäs kapell
För andra betydelser, se Sävenäs (olika betydelser).
Sävenäs kapell är en kyrkobyggnad i Skelleftehamn i Skellefteå kommun i Västerbottens län. Den tillhör Skellefteå Sankt Örjans församling i Luleå stift inom Svenska kyrkan.
Kapellet invigdes den 31 oktober 1970 och vigdes som Sävenäs kyrka av kontraktsprost Harald Lundberg.